# ワルキューレ (ゲームキャラクター)
ワルキューレ（ドイツ語：Walküre）は、ナムコ、およびバンダイナムコゲームス（後のバンダイナムコエンターテインメント）が発売するコンピュータゲーム作品における主人公。キャラクターデザインは冨士宏。
本項では、ワルキューレを主人公とするゲーム作品および漫画作品、それらのスピンオフ作品により形成されるシリーズ全般についても解説する。

## 概要
1986年発売の第1作『ワルキューレの冒険 時の鍵伝説』は、マーベルランドの大時計より時の鍵を抜かれたことによって蘇った魔王ゾウナの支配に苦しむ人々の救いを求める声に応じ、神の子・ワルキューレが地上に降り立つというストーリーである。
金髪三つ編みに羽根の付いた帽子と緑色の甲冑、円形バックラーが一種のトレードマークとなっており、雑誌『ゲーメスト』（新声社）が1990年に刊行した『増刊ギャルズアイランド』では読者投票第1位を獲得した。
北欧神話における戦乙女・ワルキューレとの関係は長らく不明だったが、漫画『ワルキューレの降誕』では旧世界から伝わる鎧兜を纏い武装したその姿がかつての戦乙女に似ていた（旧世界からの生き残りで本来のワルキューレの一人であるドゥンケルハイト（グングリーズ）には「（戦乙女にそっくりなのが）紛らわしい」とまで言われた）のでそう呼ばれ、また地上の者に神名を明かすことは禁じられているという理由から、自らも便宜的にそう名乗ったとの経緯が描かれており、本名は別に存在することが示唆されている。
また、マーベルランドの存在する世界は北欧神話における最終戦争（ラグナロク）よりも後の世界とされ、その経緯について語られる中でヴァルハラに戦死者の魂を誘う戦乙女である本来のワルキューレも登場し、大女神もまた、一度滅びた旧世界からの生き残りであり、かつての本来のワルキューレたちの一員だったことが明かされている。
神族であるため、その戦闘能力は少女然とした見た目からは想像できないほど高く、自身の数百倍の体躯を誇る怪物を一撃で両断したこともある。

### 性格・口調
基幹作品である『ワルキューレの冒険』や『ワルキューレの伝説』ではセリフが一切なく、後続の作品である『サンドラの大冒険 ワルキューレとの出逢い』では丁寧かつ押しの強い口調、『ワルキューレの伝説 外伝 ローザの冒険』では「○○だわ」と女性的な口調、『ドルアーガオンライン THE STORY OF AON』ではやや高圧的で好戦的な口調、『ナムコスーパーウォーズ』や『NAMCO x CAPCOM』では穏やかかつ真面目で奥ゆかしい口調で話す淑やかな性格と、キャラクター性が異なっている。
その後、キャラクターデザイナーであり企画・設定にも携わる冨士宏によるナムコ公認のコミカライズ（『ワルキューレの降誕』『ワルキューレの栄光』）が行われて以降は、公式作品はこのコミックに準拠した毅然とした凛々しい性格・口調に統一されている。

### 漫画版での活躍
漫画版では天上界でいつも暴れまわるイタズラ者の若い女神として描かれており、「小さな女神」「天上界一元気な見習い殿」と呼ばれている。
倉庫にあった旧世界の戦乙女の鎧兜に憧れを抱いており、空に現れた槍の幻影の正体を探る偵察を初仕事として与えられるにあたって、その鎧兜の貸与を願った。そして探索の中で地上人と出会った際「わたしはワルキューレ。そう呼んでくれ」と名乗ったことで、以後ワルキューレと呼ばれるようになる。
呪いの槍の元凶を探る中で地上人やサンドラ、滅びた旧世界最後の戦乙女などと関わったことで、自分の力や人間の脆さ、必死さ、人々の命の短さ、生きる意味などを知り、己の女神としての使命を悟る。やがて大女神から与えられた「断つべきを断つ」剣によって呪いの元凶を祓ってマーベルランドと天上界を救った。この活躍自体は時が移ろうにつれ地上人からは忘れ去られてしまったが、世界に危機が迫った時に天から救いの女神ワルキューレが現れるという伝説として語り継がれていった。
それから数百年を経た時代では、繰り返しお忍びで地上に降りて人々の生活を見つめており、変わらず見習いのままだがいずれは地上を見守る測天宮の主幹神にと評価されつつある。
その中で「時の鍵」が抜かれゾウナが復活するという大事件が勃発し、独断で再びワルキューレとして地上に降りることを選んだ。彼女によって魔物から解放された集落の人々は、それに呼応して自らもまた魔物と戦い始めるようになり、天上の神々はそれを停滞した時の中ではいずれ元に戻ってしまう一過性のものに過ぎないと断じたが、大女神からはその在り方を認められ、以後は天上界の支援を受けて戦うようになる。
やがて「時の鍵」を抜いた男カロンが昏睡状態になった恋人を救う方法を求めていることを知り、彼の探す「幻の薬」とそれを手に入れるための「光のかけら」を追跡するようになる。そして「幻の薬」を手に入れながらも自らに使う資格が無いとされたことで絶望しブラックサンドラとなったクリノを救い、「幻の薬」の効果をマーベルランド中に広めて人々を癒やす。そうして旅を続ける中で多くの人々を仲間にしたワルキューレは結果的に恐怖を力の源とするゾウナを弱らせ、やがてカロンから「時の鍵」を奪ったゾウナの城にたどり着いた時には、もはやゾウナは「時の鍵」を扱えないほどにまで弱体化していた。ワルキューレはゾウナに「限られた時間と寿命こそが変化を産み、人々は過ちから学び成長する。その強さこそがお前を追い詰めているのだ」と語り、ついにゾウナから「時の鍵」を奪還する。そして天上界の神々がゾウナを封印し、人々がカロンを追い詰めてしまったことを反省して過ちを正す姿を見届け、天上界へと帰還。以後ワルキューレは誰もが認めるマーベルランドの守護者という地位を与えられたという。

## シリーズ作品一覧
1986年の第1作発売以降、3年から5年おきに新作が発売されていたが、2000年代前半は新作の発表が途絶える。しかし、2005年に漫画連載が開始されたのを機に再びシリーズ展開が活発化している。

### ゲーム
『ワルキューレの冒険 時の鍵伝説』（1986年）
- ファミリーコンピュータ、PlayStation（『ナムコアンソロジー2』、オリジナル版に加えこのソフト用に作られたリメイク版も収録）、携帯電話アプリ（iアプリ、EZアプリ、S!アプリ）、Wii・バーチャルコンソール（ファミリーコンピュータ版のエミュレート）、PSゲームアーカイブス（ナムコアンソロジー2）

アクションRPG。特に『ナムコアンソロジー2』収録のリメイク版はシステム面の改善に加え、グラフィック・ストーリー性の強化がされており、僅かなバックストーリーだけでゲーム中のシナリオが皆無だったこの作品のために設定を大幅に追加・補完、世界観構築から再構築し直してゲーム中の全てのシナリオを書き下ろし、デモシーンの追加、さらには3Dムービーまで追加するというフルリメイク作品となっており、以降の公式作品の設定、および前述のコミック版『ワルキューレの降誕』『ワルキューレの栄光』における設定・ストーリーの大元となっている。
『ワルキューレの伝説』（1989年）
- アーケードゲーム、PCエンジン、PlayStation（ナムコミュージアム VOL.5）、Windows 95以降（アーケード版のエミュレート）、携帯電話アプリ、Wii・バーチャルコンソール（PCエンジン版のエミュレート）、PSゲームアーカイブス（ナムコミュージアム VOL.5）、PS4＆Nintendo Switch（アーケードアーカイブス）

フリースクロールアクション。
『ワルキューレの栄光』（2007年）
- 携帯電話アプリ

横スクロールアクション。
『ワルキューレの栄光2』（2009年）
- 携帯電話アプリ

『ワルキューレの伝説』に近い形式のフリースクロールアクション。
上記以外に、1989年にMSX2で『ワルキューレの冒険II 遥かなる時の扉』（仮称）が発売予定だったが、開発中止となっている。なお、『ディスクステーション』第4号（コンパイル）に『遥かなる時の扉』の作品デモが収録されている。

#### 外伝・スピンオフ作品
『サンドラの大冒険 ワルキューレとの出逢い』（1992年）
- スーパーファミコン

サンドラを主人公とする横スクロールアクション。『ワルキューレの冒険 時の鍵伝説』のプロローグに当たる作品で、ワルキューレとの出会いが語られる。
『ワルキューレの伝説 外伝 ローザの冒険』（1996年）
- Windows 95以降

デジタルコミック。TDKコアよりドラマCDも発売された。

#### 他作品へのゲスト出演
- ファミスタシリーズ - 1988年のMSX2版以降、ナムコスターズの選手として登場している[6]。背番号は主に17番で、ファミコン版の通し番号と同じである。
- ファミリーピンボール
- テイルズ オブ シリーズ
- ナムコスーパーウォーズ
- NAMCO x CAPCOM
- 怪盗ルソー
- ドルアーガオンライン THE STORY OF AON
- ナムコクロニクル
- 勇現会社ブレイブカンパニー
- PROJECT X ZONE
- PROJECT X ZONE 2:BRAVE NEW WORLD

### 漫画
『ワルキューレの降誕』（マッグガーデン・ブレイドコミックス 全2巻）
冨士宏が自身の手で漫画化したプロローグ編。『コミックブレイドMASAMUNE』連載。
1. 2005年6月刊行 ISBN 978-4-86127-158-8
2. 2006年3月刊行 ISBN 978-4-86127-257-8

『ワルキューレの栄光』（マッグガーデン・ブレイドコミックス 全2巻）
『月刊コミックブレイド』に隔月連載。なお、ストーリーは『ワルキューレの冒険』（※『ナムコアンソロジー2』収録のリメイク版）と『サンドラの大冒険』をベースにしており、同名の携帯電話アプリとは直接の繋がりはない。
1. 2007年12月刊行 ISBN 978-4-86127-459-6
2. 2009年1月刊行 ISBN 978-4-86127-575-3

### ゲームブック
『スーパーアドベンチャーゲーム ワルキューレの冒険』（創元推理文庫・全3巻）
3部構成のゲームブック。本田成二著（1巻のみ木越郁子共著）。主人公はワルキューレでなく、ワルキューレを追って旅立った冒険者という設定である。
1. 迷宮のドラゴン 1988年3月刊行 ISBN 4-488-90306-1
2. ピラミッドの謎 1989年4月刊行 ISBN 4-488-90307-X
3. 時の鍵の伝説 1989年11月刊行 ISBN 4-488-90308-8

『ワルキューレの伝説 舞い降りた女神』（双葉社・冒険ゲームブックシリーズ）
尾崎克之著・レッカ社編。ゲームをほぼ忠実に再現した内容。

### 小説
『小説 ワルキューレの冒険 紡がれし時の彼方に』（双葉社ファンタジーノベルシリーズ）ISBN 978-4575230734
尾崎克之著。第一作を一部脚色して小説化したもの。

### 関連書籍
『ワルキューレストーリーブック』（1991年・JICC出版局） ISBN 4-7966-0112-0
『ワルキューレの伝説』の序章部分を、描き下ろしイラストを交えて紹介している。
『ワルキューレの伝説外伝 ローザの冒険ファンブック』（1996年・アスペクト） ISBN 4-89366-592-8
設定画集やスタッフインタビューなどで構成された、ログイン編集のファンブック。
ナムコを退社して外部から作品に関わることになった冨士宏は、漫画『ワルキューレの謎』で未解明の部分に関する仮説を提示している。
『ワルキューレワールド カラー設定イラスト画集「LEGEND」』（2006年・マッグガーデン） ISBN 4-86127-242-4
漫画の連載に合わせて刊行された原画集。「ストーリーブック」に使用された挿し絵や未使用の設定画などを多数収録。

### その他
Rナムコ リアルフィギュアコレクション ギャルズ編（ユージン〈現・タカラトミーアーツ〉）
ナムコの人気女性キャラクターを扱ったカプセルトイ。Part1（2000年10月発売）、Part2（2001年11月発売）、Part5（2004年12月発売）と複数回フィギュア化された。

## 声優
- 久川綾 - ローザの冒険
- 井上喜久子 - NAMCO x CAPCOM、勇現会社ブレイブカンパニー、PROJECT X ZONEシリーズ
- 佐々木愛 - テイルズ オブ バーサス
- たかはし智秋 - おしゃべりワルキューレ
- 佐倉綾音 - プロ野球 ファミスタ 2020[7]